# Ofener Bäke
Die Ofener Bäke ist ein Fließgewässer im niedersächsischen Landkreis Ammerland und der Stadt Oldenburg.

## Verlauf
Der 10,7 km lange Bach mit einem Einzugsgebiet von 12,3 km² hat seine Quelle auf einem Feld nördlich von Neusüdende in der Gemeinde Rastede. Von dort fließt er in südwestlicher Richtung an Ofenerfeld, Metjendorf und dem Solarpark Wiefelstede vorbei. Weiter fließt er in südliche Richtung, unterquert dabei die A28 und mündet schließlich nördlich von Bloherfelde in die Haaren.

## Renaturierung
Anfang der 1950er Jahre war die Ofener Bäke im Bereich des ehemaligen Fliegerhorstes Oldenburg auf 880 m verrohrt worden. Nach Umnutzung des Fliegerhorstgeländes wurden seit 2009 Planungen durch die Haaren-Wasseracht für eine Renaturierung erstellt, die 2014 umgesetzt worden sind. Die Bäke ist geöffnet und naturnah hergestellt worden. Sie fließt nun mäandrierend durch eine breit ausgehobene Senke.